# ألدو أراوخو
ألدو أندريس أراوخو (بالإسبانية: Aldo Andrés Araujo)‏ (و. 1992  م) هو لاعب كرة القدم، من الأرجنتين، ولد في كورينتس، يلعب كلاعب وسط.

## روابط خارجية
- ألدو أراوخو على موقع قاعدة بيانات كرة القدم.إي يو (الإنجليزية)
- ألدو أراوخو على موقع Soccerway.com (الإنجليزية)